# Mount Hunter (Ellsworthland)
Mount Hunter ist ein 1566 m hoher Berg im westantarktischen Ellsworthland. Er ragt 4,25 km südöstlich des Potter Peak in den Sweeney Mountains auf. Von ihm aus erstreckt sich ein 7,5 km langer Gebirgskamm in südwestlicher Richtung.
Das UK Antarctic Place-Names Committee benannte ihn 2009 nach dem Sedimentologen Morag A. Hunter (* 1970), dessen Arbeiten aus dem Jahr 1997 die Stratigraphie in diesem Gebiet ermöglichte.